# 孟啟
孟啟（？—？），一作孟棨，字初中，唐朝平昌安丘人。
孟存性之孫，孟琯之子。开成年间隨父孟琯在梧州生活。其妻李琡是李唐宗室，咸通十二年（871年）卒，年僅三十五歲，當時孟啟仍久困考場，墓誌裡表達對亡妻的慚疚。乾符二年（875年）孟啟中進士，鳳翔節度使令狐綯聘為推官；廣明年間黃巢兵入長安，僖宗避禍四川，這段兵荒馬亂的時間裡，孟啟曾任司勋郎中，光啟二年正月又爆發朱玫之變，僖宗再次出逃鳳翔，孟啟可能在此變故中失官。餘事失考。著有《本事诗》。